# Ян Джэ Бон
Ян Джэ Бон (кор. 양재봉; род. 23 июля 1974, Сеул) — южнокорейский кёрлингист и тренер по кёрлингу.

## Результаты как тренера национальных сборных
| Год  | Турнир                                              | Команда                           | Место |
| ---- | --------------------------------------------------- | --------------------------------- | ----- |
| 2022 | Панконтинентальный чемпионат по кёрлингу 2022       | Республика Корея (мужчины)        | 2     |
| 2023 | Чемпионат мира по кёрлингу среди мужчин 2023        | Республика Корея (мужчины)        | 12    |
| 2023 | Чемпионат мира по кёрлингу среди смешанных пар 2023 | Республика Корея (смешанная пара) | 16    |
| 2024 | Чемпионат мира по кёрлингу среди смешанных пар 2024 | Республика Корея (смешанная пара) | 7     |